# Pierre Dumont (politico)
Pierre Étienne Louis Dumont (Ginevra, 18 luglio 1759 – Milano, 29 settembre 1829) è stato un politico, scrittore e giurista svizzero.

## Biografia
Istitutore calvinista a Londra, nel 1789 si recò a Parigi durante la Rivoluzione francese. Qui, collaborò con Mirabeau, per il quale scrisse numerosi discorsi. Lavorò come giornalista al Courier de Provence.
Di nuovo a Ginevra dal 1791 al 1798 e in Inghilterra fino al 1814, si legò strettamente a Jeremy Bentham di cui fu collaboratore per più di vent'anni.
Ritornato nel 1814 in Svizzera, nel 1816 divenne consigliere amministrativo di Ginevra, dove fece adottare un codice penale conforme ai principî di Bentham.